# Суконная слобода

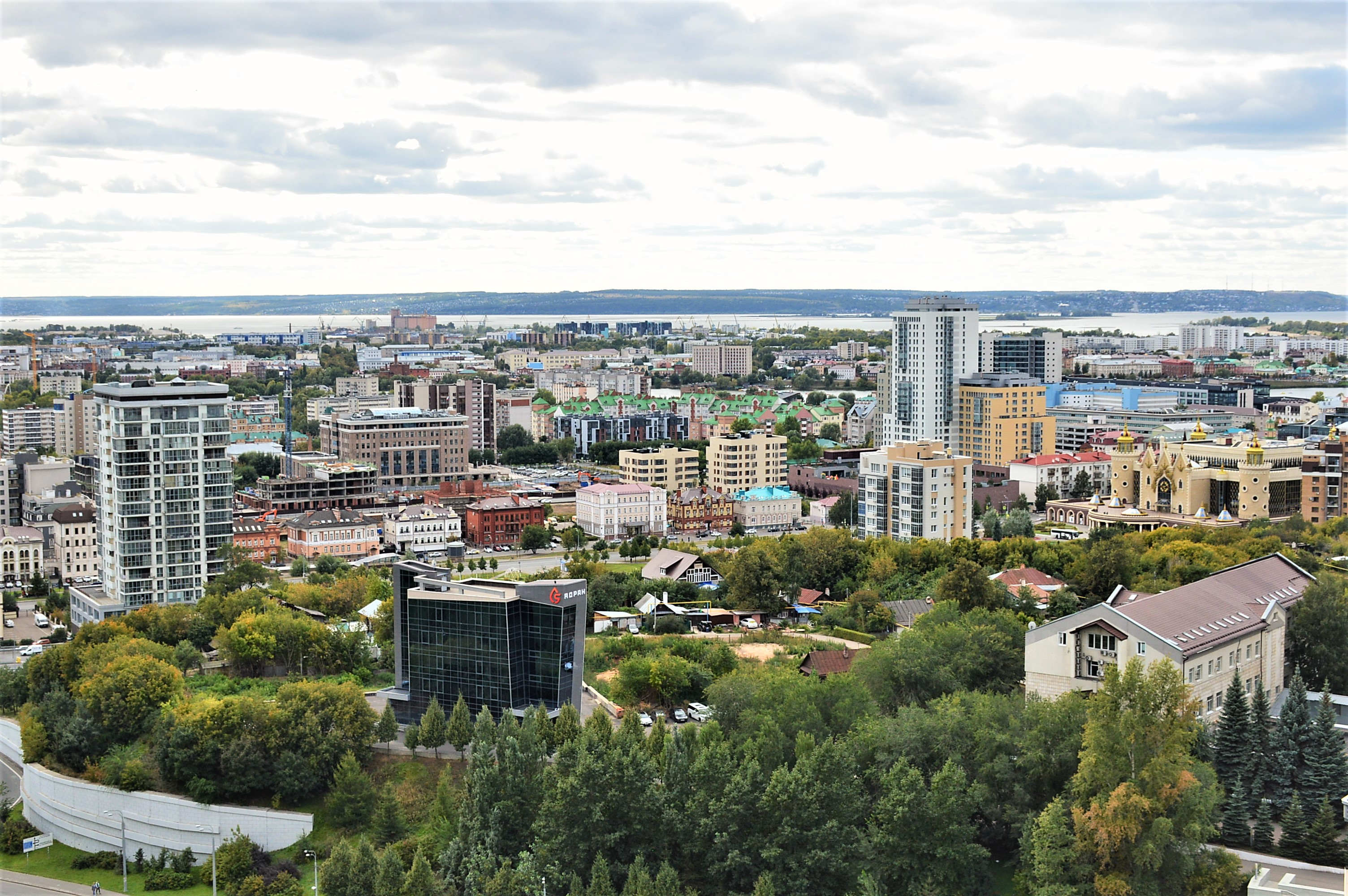
Панорама современной застройки Суконной слободы

Суконная слобода (в советское время слобода Розы Люксембург, тат. Сукно бистәсе, Cукунный бистәсе, [sukˈnɑ bistæˈsɘ]) — историческая местность в Вахитовском и Приволжском районах Казани.

## Название
Слобода получила своё название по суконной фабрике, вокруг которой возникла. На татарском языке называлась тат. Сукунный бистәсе или тат. Сукунный. Современное «официальное» татарское название слободы и одноимённой станции метро является калькой с русского языка; в нём используется фонетически неадаптированное заимствование сукно, несмотря на то, что в татарском языке существует и слово тат. постау (предположительно являющееся адаптированным русским заимствованием).

## География
Бо́льшая часть Суконной слободы находится в юго-восточной части Вахитовского района; оставшаяся её часть находится на крайнем севере Приволжского района. К концу XIX века слобода занимала кварталы 74-76, 102-105, 109-123, 137-183 и 294-300 4-й части; таким образом, её приблизительные границы проходят: с севера — по улицам Николаева и Пушкина, с северо-запада — по Щербаковскому и Катановскому переулкам, с запада — по улицам Айвазовского, Калинина и Вишневского, с юга — по линии 2-й Газовой улицы, с запада — по линии Бугульминской улицы, начальной части улицы Туфана Миннулина, и озеру Кабан.

## Административная принадлежность
До революции Суконная слобода входила в 4-ю полицейскую часть Казани, занимая бо́льшую её часть, а затем 4-ю милицейскую часть Казани. Параллельно с этим в 1918—1926 годах существовал Суконно-слободский партийный район; кроме самой Суконной слободы, ячейки, подчиняющиеся Суконно-слободскому райкому находились также и в Академической слободе. В 1930-х годах входила в Бауманский район, а после выделения из него Молотовского района вошла в его состав. В 1942 году бо́льшая часть слободы входит в состав новосозданного Свердловского района, а после его упразднения она оказалась разделена между Бауманским, Приволжским (юг) и Молотовским (восток) районами. После создания в 1973 году Вахитовского района почти вся территория исторического района, за исключением крайней южной его части, оставшейся в Приволжском районе, вошла в его состав.
1. Стельмах Емельян Васильевич (октябрь 1918)
2. Лобышева Клавдия Александровна (ноябрь 1919)
3. Кузьмин (январь 1920 – февраль 1920)
4. Лобышева Клавдия Александровна (март 1920)
5. Маркина (апрель 1920 – май 1920)
6. Лившиц Песя Ароновна (июнь 1920 – июль 1920)
7. Котляров Михаил (сентябрь 1920 – январь 1921)
8. Цейзик Элеонора Исааковна (январь 1921 – март 1921)
9. Тихонов Василий Иванович (апрель 1921 – июнь 1921)
10. Ершов Василий Сергеевич (июль 1921 – март 1922)
11. Насыбуллин Аглиулла Фетиуллович (март 1922)
12. Сенько Владимир Игнатьевич (апрель 1922 – июнь 1922)
13. Иванова Агния Максимовна (апрель 1924 – январь 1925)
14. Розенберг Яков Александрович (март 1925 – май 1926)
15. Ефремов Яков Дмитриевич (июнь 1926 – декабрь 1926)

## История
Территория слободы была заселена ещё во времена Казанского ханства: на севере будущей слободы находилась Армянская слобода. После взятия Казани русскими слобода пришла в упадок и была поглощена возникшей уже при русских Кирпичной слободой; в конце XVII века южнее Кирпичной возникла Гаврилова слобода. Оба этих поселения были позже поглощены Суконной слободой.
В 1714 году указом Петра I в Казани была основана суконная фабрика. Первоначально она располагалась на Шарной горе, вокруг которой и начали селиться работники фабрики. В первые годы своего существования фабрика была государственной, однако в 1722 году Пётр I передал её купцу Ивану Михляеву сначала в управление, а с 1724 года — в собственность. В 1755 году фабрика переносится на новое место, в здание, занимавшее почти весь квартал между современными улицами Ульянова-Ленина, Петербургская, Островского и Туфана Миннуллина. В том же году указом императрицы Елизаветы свободные до того работники фабрики переводились в статус посессионных крестьян.
Во многом благодаря этому суконщики поддержали Емельяна Пугачёва — ворвавшиеся в город пугачёвцы не встретили значительного сопротивления, некоторые из жителей слободы присоединились к восставшим. После подавления восстания на жителей слободы обрушились суровые репрессии. Но и после этого не прекратились — в 1800-1835 годах в слободе произошло 12 случаев волнений.
После крупного пожара 1848 года, от которого серьёзно пострадала и фабрика, её содержатель Гаврила Осокин подал прошение об «увольнении работных людей... в свободное состояние»; вскоре большинство жителей слободы были переведены в мещанское сословие. Фабрика пришла в упадок и в 1891 году ликвидирована за долги.
К моменту ликвидации фабрики уже действовали другие промышленные предприятия — газовый (основан в 1870-х) и солодовенный заводы. Позже к ним добавились типография Вараксина, крупяной завод Веселова, маслобойный завод Карякина, мебельная фабрика Фёдорова, и прочие предприятия. В 1910 году открывается Шамовская больница (позднее — городская больница №1). В 1916 году была основана фабрика «Поляр», ставшая предшественницей обувной фабрики «Спартак». В 1924 году была основана кондитерская фабрика «Заря». К 1940 году в дополнение к этим двум фабрикам в слободе также существовали ликеро-водочный завод, автотранспортная, механическая и красильная мастерские.
Большая часть домов слободы являлась одно- или двухэтажными деревянными или полукаменными домами. В 1960-е годы южная окраина слободы застраивается хрущёвками, а болото, некогда отделявшее её от дореволюционной Архангельской слободы, было застроено домами т. н. «микрорайона № 1 Бауманского района»; бо́льшая же часть строений слободы была снесена в 1990-х—2000-х годах. Территория слободы была застроена элитными жилыми комплексами, государственными и культурными учреждениями и малоэтажными домами-новоделами.

## Улицы
- Агрономическая
- Айвазовского[тат.] (часть)
- Артёма Айдинова
- Бугульминская
- Бугульминская 2-я
- Волкова[тат.] (часть)
- Газовая
- Газовая 2-я
- Горный переулок[тат.]
- Дегтярная
- Задне-Павлюхина
- Зелёная[тат.]
- Ипподромная
- Калинина[тат.] (часть)
- Катановский переулок[тат.] (часть)
- Качалова
- Народная
- Низенькая[тат.]
- Новая
- Ново-Песочная[тат.]
- Нурсултана Назарбаева (часть)
- Овражная[тат.]
- Островского (часть)
- Павлюхина
- Петербургская (часть)
- Пехотная[тат.]
- Пехотный переулок[тат.]
- площадь Революции
- Польцовский переулок
- 1-я Привольная[тат.]
- 2-я Привольная[тат.]
- Приозёрная 1-я
- Ремесленная[тат.]
- Роща Фрунзе[тат.] (часть)
- Спартаковская[тат.] (часть)
- Старая[тат.]
- Старообрядческая[тат.]
- Суворовский 1-й переулок
- Суворовский 2-й переулок
- Суконная[тат.]
- Текстильная
- Тихомирнова
- Туфана Миннуллина[тат.] (часть)
- Угловой переулок
- Ульянова-Ленина[тат.] (часть)
- Флегонтов переулок
- Хади Такташа (часть)
- Шаляпина
- Щепкина[тат.]
- Щербаковский переулок[тат.] (часть)

## Транспорт

### Трамвай
Первым общественным транспортом, пришедшим в Суконную слободу, была конка. Проломная линия конно-железной дороги, начинаясь от пересечения Большой Проломной и Гостиндворской улиц, заканчивалась в Суконной слободе — первоначально на площади у Духосошественской церкви, а позднее на пересечении 3-й Поперечно-Большой и 2-й Проломной улиц. Через некоторое время после замены конки электрическим трамваем в 1899-1900 годах, она была объединена с Волжской линией и соединяла слободу с Дальним Устьем. В 1922 году этой линии присвоен № 1. В 1920-х годах он был укорочен до Кооперативной площади в связи с тем, что был открыт маршрут № 4 (железнодорожный вокзал — Суконная слобода). В 1930 году к нему добавился маршрут № 5 (до Ягодной слободы; в 1932 году конечная остановка перенесена на площадь Куйбышева) и примерно в то же время трамвайная линия была продлена до Текстильной улицы. В 1940-е годы трамвайная вновь была продлена — на этот раз, до Газовой улицы; тогда же были начаты работы по возведению нового трамвайного депо, которое было сдано в эксплуатацию лишь в 1966 году.
В 1950-е годы в слободе появилось три новых маршрута трамвая № 6, № 7 и № 10, однако последние два были вскоре стали обслуживать другие направления. Также от Газовой улицы недолгое время начинался маршрут № 22. В 2005 году трамвайное депо № 2 и линия по улице Островского были ликвидированы.

### Троллейбус
Троллейбус пришёл на территорию исторического района в 1949 году, когда сюда от пощади Куйбышева был продлён маршрут № 1. В 1960 году к нему добавился маршрут № 6, в 1976 — № 8, а в 1992 году — № 12. В конце 1990-х — начале 2000-х годов троллейбусная линия была с улицы Свердлова была перенесена на улицы Правокабанная и Островского-Луковского. В 2005 году маршрут № 5 был упразднён.

## Люди, связанные со слободой
В Суконной слободе разное время жили Мулланур Вахитов, Фёдор Шаляпин, Вячеслав Скрябин (Молотов), Заки Валиди, Михаил Грушевский. Её посещали два российских монарха: Пётр I и Екатерина II, а также Александр Пушкин и Емельян Пугачёв.